# Tonga en la Copa Mundial de Rugby de 2019
La Selección de rugby de Tonga fue uno de los 20 participantes de la Copa Mundial de Rugby de 2019 que se realizó en Japón.
Fue la octava participación de los Ikale Tahi en la Copa Mundial de Rugby.

## Plantel
El 1 de septiembre de 2019, Tonga anunció los 31 jugadores para el equipo de la Copa Mundial de Rugby de 2019.
| Nombre              | Posición       | Fecha de nacimiento      | Encuentros | Club                 |
| ------------------- | -------------- | ------------------------ | ---------- | -------------------- |
| Siua Maile          | hooker         | 18 de febrero de 1997    | 2          | Shirley Rugby Club   |
| Paul Ngauamo        | hooker         | 19 de febrero de 1986    | 19         | Agen                 |
| Sosefo Sakalia      | hooker         | 14 de diciembre de 1991  | 11         | Asia Pacific Dragons |
| Ma'afu Fia          | pilar          | 22 de noviembre de 1989  | 7          | Ospreys              |
| Vunipola Fifita     | pilar          | 18 de febrero de 1996    | 2          | Brumbies             |
| Siegfried Fisi'ihoi | pilar          | 8 de junio de 1987       | 10         | Pau                  |
| Siua Halanukonuka   | pilar          | 9 de agosto de 1986      | 11         | Glasgow Warriors     |
| Latu Talakai        | pilar          | 26 de diciembre de 1989  | 7          | Eastwood             |
| Ben Tameifuna       | pilar          | 30 de agosto de 1991     | 12         | Racing 92            |
| Leva Fifita         | segunda línea  | 29 de julio de 1989      | 16         | Grenoble             |
| Sam Lousi           | segunda línea  | 20 de julio de 1991      | 5          | Hurricanes           |
| Steve Mafi          | segunda línea  | 9 de diciembre de 1989   | 32         | London Irish         |
| Daniel Faleafa      | ala            | 13 de febrero de 1989    | 23         | Austin Elite         |
| Sione Kalamafoni    | ala            | 18 de mayo de 1988       | 34         | Leicester Tigers     |
| Zane Kapeli         | ala            | 28 de septiembre de 1992 | 7          | Bay of Plenty        |
| Fotu Lokotui        | ala            | 19 de marzo de 1992      | 9          | Kagifa Samoa         |
| Nasi Manu           | ala            | 15 de agosto de 1988     | 4          | Benetton             |
| Maama Vaipulu       | ala            | 21 de julio de 1989      | 9          | Castres              |
| Samisoni Fisilau    | medio scrum    | 29 de noviembre de 1987  | 19         | Auckland Marist      |
| Leon Fukofuka       | medio scrum    | 8 de septiembre de 1994  | 8          | Kagifa Samoa         |
| Sonatane Takulua    | medio scrum    | 1 de noviembre de 1991   | 35         | Newcastle            |
| James Faiva         | medio apertura | 13 de junio de 1994      | 6          | El Salvador          |
| Kurt Morath         | medio apertura | 13 de noviembre de 1984  | 38         | Doncaster Knights    |
| Mali Hingano        | centro         | 27 de enero de 1992      | 4          | Bayonne              |
| Siale Piutau (c.)   | centro         | 13 de octubre de 1985    | 40         | Bristol Rugby        |
| Nafi Tuitavake      | centro         | 21 de enero de 1989      | 14         | Sin club             |
| Viliami Lolohea     | wing           | 4 de julio de 1993       | 10         | Papatoetoe           |
| Atieli Pakalani     | wing           | 2 de agosto de 1989      | 11         | Eastwood             |
| Cooper Vuna         | wing           | 5 de julio de 1987       | 14         | Newcastle Falcons    |
| David Halaifonua    | zaguero        | 5 de julio de 1987       | 34         | Coventry RFC         |
| Telusa Veainu       | zaguero        | 26 de diciembre de 1990  | 9          | Leicester Tigers     |

## Partidos de preparación
- Tonga participó en la Pacific Nations Cup 2019 como preparación al torneo.

| 24 de agosto de 2019 | Tonga | 19 - 15 | Western Force |  |  |

| 31 de agosto de 2019 | Fiyi | 29 - 19 | Tonga |  |  |

| 7 de septiembre de 2019 | Nueva Zelanda | 92 - 7 | Tonga |  |  |

## Participación

### Grupo C
| Posición | Selección      | Partidos | Partidos | Partidos  | Partidos | Tries a favor | Tantos  | Tantos    | Tantos     | Puntos extra | Puntos |
| Posición | Selección      | jugados  | ganados  | empatados | perdidos | Tries a favor | a favor | en contra | diferencia | Puntos extra | Puntos |
| -------- | -------------- | -------- | -------- | --------- | -------- | ------------- | ------- | --------- | ---------- | ------------ | ------ |
| 1        | Inglaterra     | 4        | 3        | 1         | 0        | 17            | 119     | 20        | +99        | 3            | 17     |
| 2        | Francia        | 4        | 3        | 1         | 0        | 9             | 79      | 51        | +28        | 1            | 15     |
| 3        | Argentina      | 4        | 2        | 0         | 2        | 14            | 106     | 91        | +15        | 3            | 11     |
| 4        | Tonga          | 4        | 1        | 0         | 3        | 9             | 67      | 105       | –38        | 2            | 6      |
| 5        | Estados Unidos | 4        | 0        | 0         | 4        | 7             | 52      | 156       | –104       | 0            | 0      |

#### Partidos
| 22 de septiembre de 2019, 19:15 | Inglaterra | 35 - 3  | Tonga                     | Domo de Sapporo, Sapporo                                                                                   | |
|                                 | Tries Tuilagi 23', 30' George 56' Cowan-Dickie 76' Conversiones (3/4) Farrell 32', 57', 77' Penales (3/3) Farrell 10', 36', 42' | Reporte | Penales 14' (1/2) Takulua | Árbitro(s): Paul Williams Jueces de touch: Mathieu Raynal Shuhei Kubo Television Match Official: Ben Skeen | Árbitro(s): Paul Williams Jueces de touch: Mathieu Raynal Shuhei Kubo Television Match Official: Ben Skeen |

| 28 de septiembre de 2019, 13:45 | Argentina                                                                                  | 28 - 12 | Tonga                                                | Hanazono Rugby Stadium, Higashiōsaka                                                                          | |
|                                 | Tries: Montoya 6', 16', 25' Carreras 19' Conversiones: (4/4) Urdapilleta 8', 18', 20', 27' | Reporte | Tries: 29', 65' Veainu Conversión: 31' Takulua (1/2) | Árbitro(s): Jaco Peyper Jueces de touch: Ben O'Keeffe Brendon Pickerill Television Match Official: Rowan Kitt | Árbitro(s): Jaco Peyper Jueces de touch: Ben O'Keeffe Brendon Pickerill Television Match Official: Rowan Kitt |

| 6 de octubre de 2019, 16:45 | Francia                                                                                           | 23 – 21 | Tonga                                                                                          | Kumamoto Stadium, Kumamoto                                                                               | |
|                             | Tries: Vakatawa 5' Raka 31' Conversiones Ntamack (2/2) 6', 33' Penales Ntamack (3/4) 3', 51', 59' | Reporte | Tries: 39' Takulua 46' Hingano 78' Kapeli Conversiones 40', 48' (2/2) Takulua 79' (1/1) Fosita | Árbitro(s): Nic Berry Jueces de touch: Paul Williams Matthew Carley Television Match Official: Ben Skeen | Árbitro(s): Nic Berry Jueces de touch: Paul Williams Matthew Carley Television Match Official: Ben Skeen |

| 13 de octubre de 2019, 14:45 | Estados Unidos                                                      | 19 – 31 | Tonga | Hanazono Rugby Stadium, Higashiōsaka                                                                        | |
|                              | Tries: Te'o 21', 26' Lamborn 77' Conversión (2/3) MacGinty 22', 78' | Reporte | Tries: 17' Fisiihoi 58' Hingano 62' Piutau 80'+1' Veainu Conversiones 19', 60' Takulua (2/2) 64' Faiva (1/1) 80+2' Piutau (1/1) Penal 51' Takulua (1/1) | Árbitro(s): Nigel Owens Jueces de touch: Jérôme Garcès Shuhei Kubo Television Match Official: Graham Hughes | Árbitro(s): Nigel Owens Jueces de touch: Jérôme Garcès Shuhei Kubo Television Match Official: Graham Hughes |